# کوهی هایاشی
کوهی هایاشی (انگلیسی: Kohei Hayashi؛ زادهٔ ۲۷ ژوئن ۱۹۷۸) بازیکن فوتبال اهل ژاپن است.
از باشگاه‌هایی که در آن بازی کرده‌است می‌توان به باشگاه فوتبال کاوازاکی فرونتال، باشگاه فوتبال گامبا اوساکا، و باشگاه فوتبال کونسادول ساپورو اشاره کرد.